# Muwarna stellifera
Muwarna stellifera är en tvåvingeart som först beskrevs av Walker 1849.  Muwarna stellifera ingår i släktet Muwarna och familjen svävflugor. Inga underarter finns listade i Catalogue of Life.